# Райхертсгофен
Райхертсгофен (нім. Reichertshofen) — громада в Німеччині, розташована в землі Баварія. Підпорядковується адміністративному округу Верхня Баварія. Входить до складу району Пфаффенгофен. Центр об'єднання громад Райхертсгофен.
Площа — 36,90 км2. Населення становить 8331 ос. (станом на 31 грудня 2020).